# Магнус Вер Магнуссон
Магнус Вер Магнуссон (англ. Magnús Ver Magnússon, нар. 22 квітня 1963) — колишній паверліфтер і стронгмен з міста Ейільсстадір, Ісландія. Вигравав титул Найсильніша Людина Світу 4 рази (1991, 1994, 1995 і 1996).

## Паверліфтинг
Магнус почав займатися паверліфтингом в 1984 році, а вже у 1985 році він виграв медаль чемпіона світу і Європи у молодшій категорії. В 1988 році і 1990 він показував найкращі показники: присідання з 400 кг (882 фунтів), вивага 275 кг (605 фунтів) і вивага лежачи 250 кг.

## Стронгмен
Своє перше змагання в стронгмені провів у 1985 році. Тоді він змагався за титул найсильнішої людини Ісландії, але зайняв лише третє місце, поступившись Йону Паалу Сігмарссону. Після перемоги у 1991 році у змаганні Найсильніша людина світу він вирішив присвятити своє життя виключно стронгмену. В додаток до своїх чотирьох титулів Найсильнішої людини світу, Магнус вигравав титул чемпіона Ісландії зі стронгмену, а також дев'ять разів вигравав змагання Вікінг західного узбережжя (ісл. Vestfjarðavíkingurinn). Багато хто називає Магнуса одним з найкращих стронгменів усіх часів саме завдяки його вибуховій силі і витривалості. Окрім цього не зайве відмітити його досягнення в паверліфтингу. Також він встановив рекорд з присідання зі штангою.

## Особисте життя
Нині Магнус одружений і живе зі своєю дружиною Меггі Мюрдаль в Ісландії. Має двох донечок — Марію і Віру. Обидві разом з батьками проживають в Ісландії.
Магнус має власний тренажерний зал у Рейк'явіку для паверліфтерів і стронгменів під назвою Jakaból (Гніздо гіганта). Назва залу походить від старого легендарного залу, в якому тренувались Йон Палл Сігмарссон та інші легендарні стронгмени.

## Факти про спортсмена
- У 2008 році з'явився на шоу Comedy Central The Daily Show.
- З'являвся у рекламі американського пива Coors Light як найсильніша людина світу.